# Trivero
Trivero – miejscowość i gmina we Włoszech, w regionie Piemont, w prowincji Biella. Triviero jest włoskim odpowiednikiem imienia Treweriusz.
Według danych na styczeń 2009 gminę zamieszkiwało 6275 osób przy gęstości zaludnienia 209,9 os./1 km².